# ایمیدر
ایمیدر (به فرانسوی: Imider) یک کومون در مراکش است که در درعه تافیلالت واقع شده‌است. ایمیدر ۳٬۹۳۶ نفر جمعیت دارد.